# Sult (film fra 1966)
 For alternative betydninger, se Sult (flertydig). (Se også artikler, som begynder med Sult)
Sult (svensk titel: Svält) er en sort-hvid dramafilm fra 1966 instrueret af Henning Carlsen. Filmen er baseret på romanen af samme navn, skrevet af den norske nobelprisvindende forfatter Knut Hamsun.

## Handling
Pontus (Per Oscarsson), en ung og ludfattig forfatterspire, prøver at opretholde livet i den norske hovedstad Kristiania i 1890. Han har ikke råd til mad eller til at blive i sit lejede værelse, men han giver samtidig sine sidste penge til en hjemløs, fordi har forsøger at opretholde sin selvrespekt. Dette er dog kun et spil, som omgivelserne og i virkeligheden heller ikke han selv tror på. For at få lidt penge, pantsætter han sine ejendele, men til sidst kan han ikke engang få penge for sine briller eller et slidt tæppe.
Pontus søger også arbejde, blandt andet uden held hos en købmand. Da han får antaget en artikel hos en avis, giver han igen straks pengene væk. På sine vandringer gennem byen ser han en ung, smuk kvinde (Gunnel Lindblom), som han forelsker sig i. Han er så heldig at blive budt på besøg hos kvinden, hvilket er et lyspunkt i hans bedrøvelige tilværelse.

## Medvirkende
- Per Oscarsson - Pontus
- Gunnel Lindblom - Ylajali
- Birgitte Federspiel - Ylaialis søster
- Sigrid Horne-Rasmussen - pensionatsværtinde
- Knud Rex - pensionatværtindes mand
- Lars Tvinde - pensionatværtindes mand
- Osvald Helmuth - pantelåner
- Hans W. Petersen - købmand
- Henki Kolstad - redaktør
- Wilfred Breistrand - "Jomfruen"
- Wilhelm Lund - redaktionssekretær
- Ola B. Johannessen - journalist
- Lars Nordrum - "Hertugen"
- Roy Björnstad - Konstantin
- Sverre Hansen - maler
- Leif Enger - oberst Schinkel
- Egil Hjorth-Jensen - gammel mand i park
- Per Theodor Haugen - ekspedient
- Pål Skjønberg - politibetjent
- Frimann Falck Clausen - politibetjent
- Else Heiberg - værtinde
- Veslemøy Haslund - servitrice
- Bjarne Andersen - mand på bænk
- Toralf Sandø - mand i port
- Per Gjersøe - mand i port
- Lise Fjeldstad - ung pige
- Carsten Byhring - kusk
- Rolf Sand - kaptajn
- Carl Ottosen - sømand
- Kåre Wichlund

## Tilblivelse
Sult er den allerførste samproduktion mellem alle tre skandinaviske lande. Filmen blev indspillet i efteråret 1965 i Norge. Dens indendørsscener blev filmet i Nordisk Films studier på Jar uden for Oslo, mens udendørsscenerne blev filmet on location i slumkvarterer i Oslos gamle bydel. For at sikre, at hovedpersonen Pontus havde et autentisk udseende, blev skuespilleren Per Oscarsson sat på sultekur op til optagelserne.

## Modtagelse
Filmen var med i konkurrencen ved Filmfestivalen i Cannes, og Per Oscarsson modtog prisen som bedste skuespiller i den forbindelse. Sult modtog Bodilprisen for bedste danske film i 1967, og Oscarsson fik ligeledes prisen for bedste hovedrolle. Oscarsson modtog endvidere den svenske Guldbagge-pris samt de amerikanske filmkritikeres pris (NSFC).
I 2006 blev filmen indvalgt i Kulturkanonen.